# Rescue Records

## Histoire
Le label est connu pour être le premier label du groupe aux multiples disques de platine, P.O.D..

## Artistes
- P.O.D.
- Dogwood
- N.I.V.
- Tonéx
- Dirt
- Fros'T
- Unity Klan
- E-Roc
- FASEDOWN
- Sackcloth Fashion
- Nailed Promise
- Point Of Recognition
- Ancient of Days

## Compilations
- Urban Soldiers
- Sonic Imperial